# Zikanita perpulchra
Zikanita perpulchra là một loài bọ cánh cứng trong họ Cerambycidae.